# أنقليس ثعباني ذو خطين
أنقليس ثعباني ذو خطين (الاسم العلمي: Callechelys bilinearis) هو نوع من الأنقليس، يتبع فصيلة الأنقليس الثعباني.